# 威爾斯衛隊
威爾斯衛隊（英語：The Welsh Guards，WG）是英國的衛兵師之一，也是陸軍的御林軍之一。威爾斯衛隊由喬治五世下令創建，於1915年2月26日成立，參與了第一次世界大戰、第二次世界大戰及福克蘭戰爭，現時主要為執行儀仗職務及於阿富汗戰爭作戰。

## 結構
- 第一營
  - 本部連（英語：Headquarters Company）
  - 威爾斯親王連（英語：Prince of Wales's Company）
  - 第二連
  - 第三連
  - 支援連（第四連）

## 外部連結
- YouTube上的"Rising of the Lark - Quick March of the Welsh Guards"
- YouTube上的"Men of Harlech - Slow March of the Welsh Guards"
- Website （页面存档备份，存于）
- The Guards Museum（页面存档备份，存于）
- The Welsh Guards Collection
- Welsh Guards Association （页面存档备份，存于）
- Welsh Guards Reunited（页面存档备份，存于）
- Lieutenant-Colonel Rupert Thorneloe （页面存档备份，存于） – Daily Telegraph obituary